# Chavagnes-les-Redoux
Chavagnes-les-Redoux is een gemeente in het Franse departement Vendée (regio Pays de la Loire) en telt 735 inwoners (1999). De plaats maakt deel uit van het arrondissement Fontenay-le-Comte.

## Geografie
De oppervlakte van Chavagnes-les-Redoux bedraagt 13,3 km², de bevolkingsdichtheid is 55,3 inwoners per km².
De onderstaande kaart toont de ligging van Chavagnes-les-Redoux met de belangrijkste infrastructuur en aangrenzende gemeenten.

## Demografie
Onderstaande figuur toont het verloop van het inwonertal (bron: INSEE-tellingen).

1. ↑  Populations de référence 2022.